# Alberto Busnari
Alberto Busnari (né le 4 octobre 1978 à Melzo) est un gymnaste italien.

## Palmarès

### Jeux olympiques
- Londres 2012
  - 4e au cheval d'arçons

### Championnats du monde
- Anvers 2013
  - 4e au cheval d'arçons

- Gand 2001
  - 5e au cheval d'arçons

### Championnats d'Europe
- Montpellier 2015
  -  médaille de bronze au cheval d'arçons

- Ljubljana 2004
  -  médaille d'argent au cheval d'arçons

- Patras 2002
  -  médaille de bronze au cheval d'arçons